# Kloster Schinna

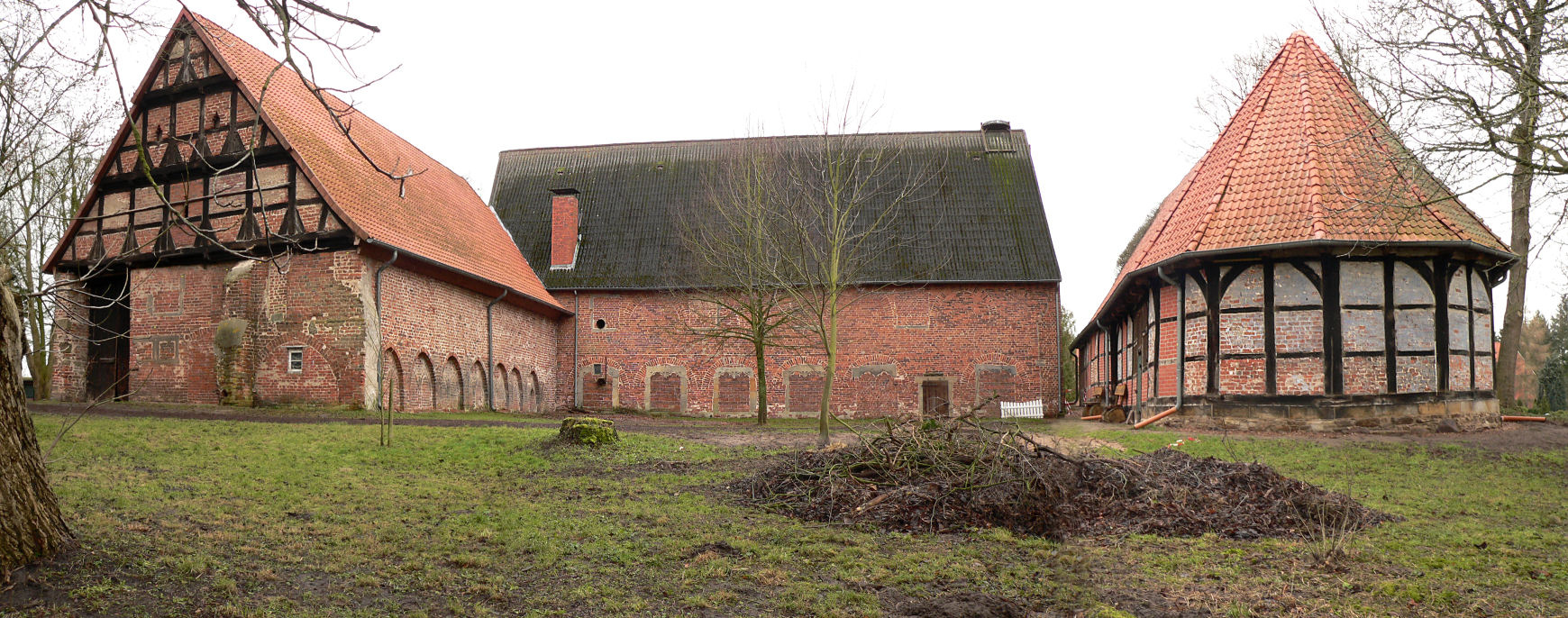
Innenhof des Klosters, links und Mitte frühere Konventsgebäude, später Scheunen, rechts ehemalige Fachwerkkirche

Kloster Schinna ist ein ehemaliges Benediktiner-Kloster im Ortsteil Schinna in der Einheitsgemeinde Stolzenau im niedersächsischen Landkreis Nienburg/Weser.

## Geschichte

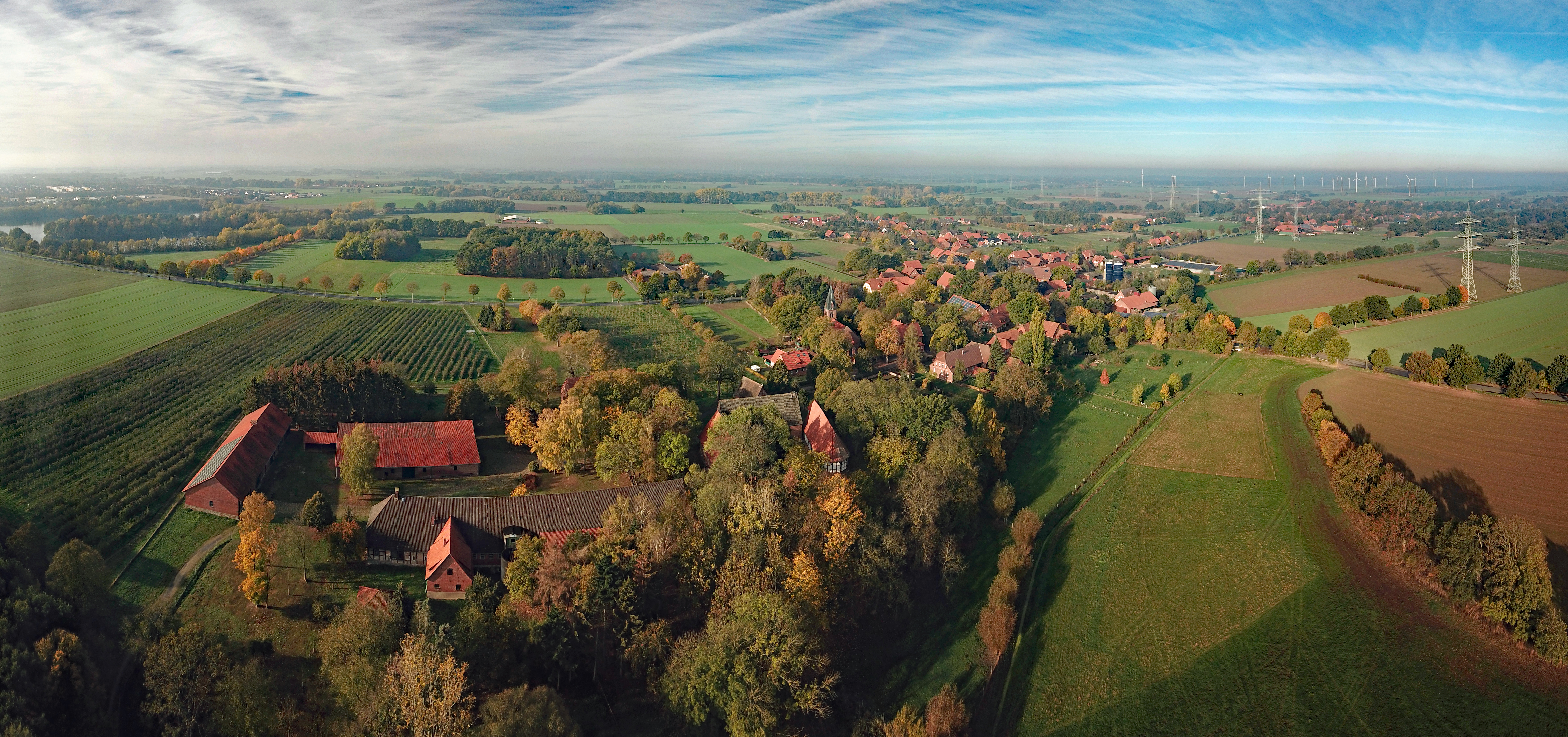
Luftbildpanorama von Schinna mit Klosteranlage im Vordergrund

Das Kloster ist eine Stiftung des Grafen Wilbrand I. von Loccum-Hallermund auf dessen Besitzungen westlich der Weser aus dem Jahr 1148. Wilbrand war ein Sohn des Grafen Burchard von Loccum (de Lucca), der als Graf von Friesland amtierte. Da die Abtei unmittelbar an der Weser liegt, ist es wahrscheinlich, dass Wilbrand sich außer einer Seelenheilstiftung einen Stützpunkt auf dem Wege zu seinen friesischen Besitzungen schaffen wollte. Die Weihe erfolgte 1153 dem Heiligen Vitus und 1155 wurde es vom Bischof von Minden, Werner aus Bückeburg, bestätigt. 1234 werden im Kloster sieben Mönche urkundlich erwähnt, wobei der Konvent möglicherweise größer war. Im Jahre 1466 schloss sich das Kloster der Bursfelder Kongregation an und seit dem Anschluss hatten die Grafen von Hoya das Kirchenpatronat inne. Unter dem Druck von Graf Erich von Hoya musste das Kloster im ersten Drittel des 16. Jahrhunderts auf die Verfügung über seine Ländereien verzichten. Es erging auch ein Verbot zur Aufnahme von Novizen, so dass der Niedergang des Klosters vorprogrammiert war. Als der Abt Friedrich von Soltau 1537 verstarb, wollte der Graf das Kloster säkularisieren lassen. Das Generalkapitel der Bursfelder Kongregation verhinderte dies. Die Reformation setzte sich in Schinna mit der Ernennung eines lutherischen Pfarrers 1542 durch, als der Konvent nur noch aus fünf Mitgliedern bestand. Nach dem Erlöschen des Geschlechts der Grafen von Hoya 1582 wurde das Kloster verpachtet und später als Vorwerk des Amtes Stolzenau genutzt. 1876 wurde das Kloster endgültig aufgelöst durch die Umwandlung in eine staatliche Domäne.

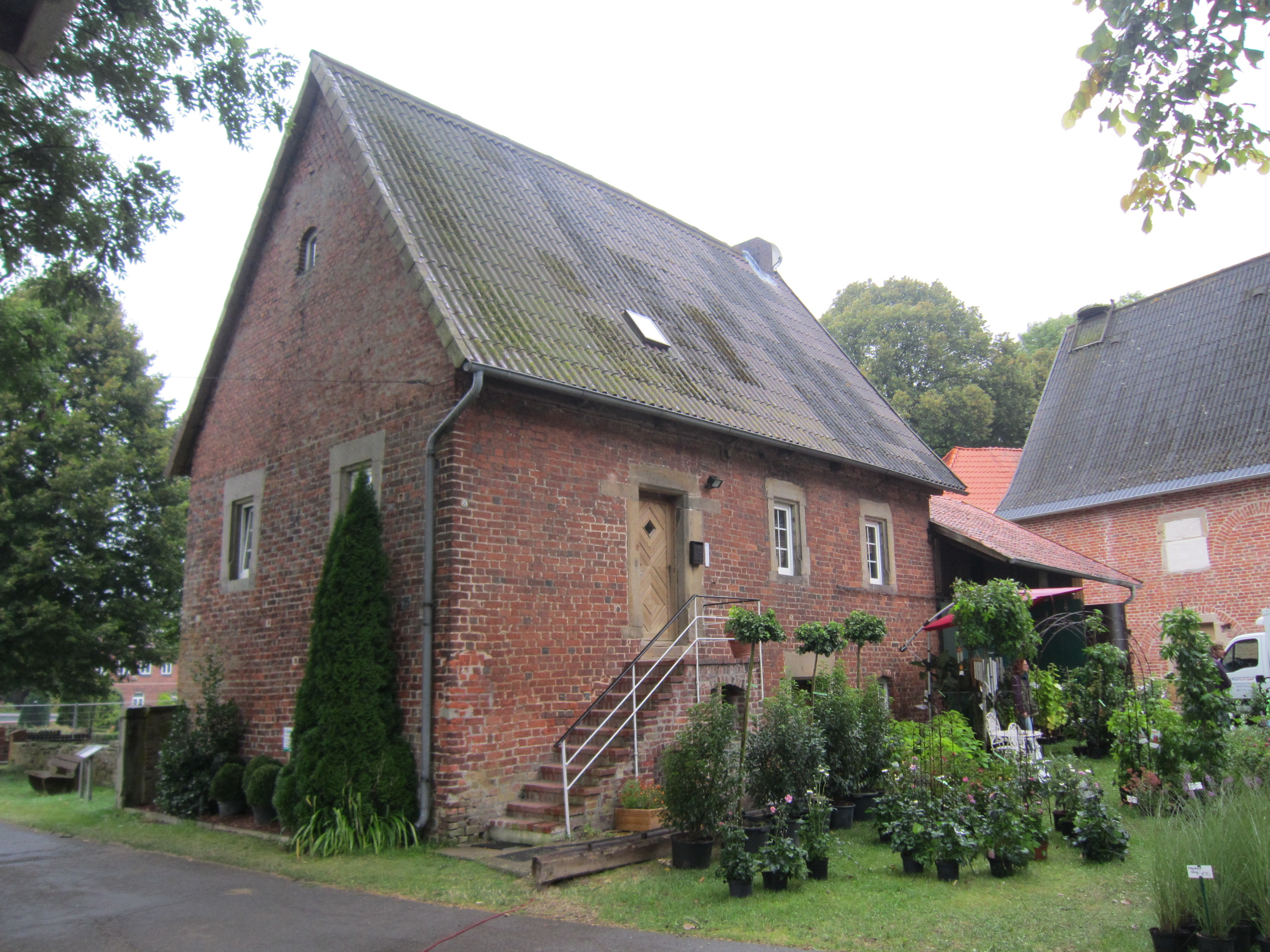
Das Abtshaus auf dem Gelände des Klosters Schinna bei einer Landpartie

2014 wurde auf dem Klostergelände erstmals ein Landpartie veranstaltet.

### Gebäude
Der heutige Baubestand des früheren Klosters umfasst vier Gebäude. Dazu gehören das Abtshaus, der westliche und südliche Flügel des Konventsgebäudes und die Fachwerkkirche. Die beiden noch vorhandenen Konventsgebäude entstanden laut dem Bauforscher Stefan Amt im 13. sowie 14. Jahrhundert. In der Zeit ihrer landwirtschaftlichen Nutzung dienten sie unter anderem als Traktorenscheune und Getreidesilo. Die gotische Klosterkirche wurde noch vor 1540 auf Geheiß von Graf Erich von Hoya abgebrochen und die Steine wurden angeblich zur Vergrößerung des Schlosses in Stolzenau verwendet. An Stelle der Klosterkirche wurde eine Fachwerkkirche errichtet, die auf das Jahr 1539/40 dendrodatiert werden konnte. Sie ist aus Sicht der Denkmalpflege wegen seiner Baudetails das bedeutendste Gebäude des Klosters und auch, weil es in der Übergangszeit zur Reformation entstand. Bis zur Mitte der 1980er Jahre wurde die Kirche als Schweine- und Schafstall genutzt.
Der weitere Gebäudebestand auf dem Gelände gehört zur ehemaligen Domäne, die bis 2005 im Eigentum des Landes Niedersachsen stand und bis dahin landwirtschaftlich betrieben worden ist. Seither sind die insgesamt elf Gebäude des Grundstücks ungenutzt und stehen leer. Die Domänengebäude weisen den Charakter eines landwirtschaftlichen Großbetriebs auf und stammen aus der Mitte des 19. sowie dem ersten Drittel des 20. Jahrhunderts.

## Archäologie

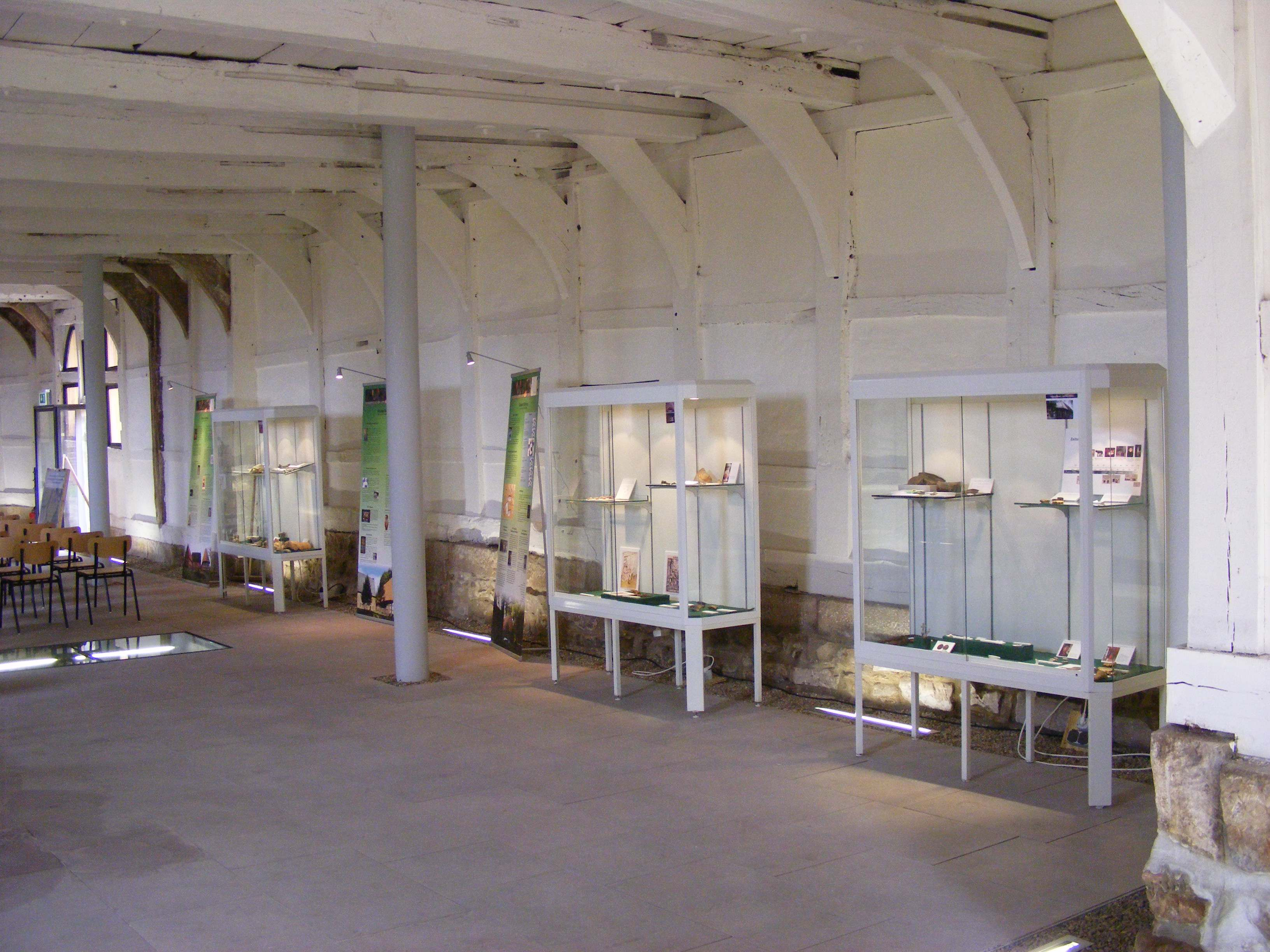
Ausstellung in der Fachwerkkirche zur archäologischen Erforschung des Klosters Schinna

In den Jahren 2009 bis 2011 fanden jährlich archäologische Ausgrabungen auf dem Gelände der ehemaligen Benediktinerabtei statt. 2010 wurde die Anlage per Georadar untersucht. Auf Grundlage dieser Ergebnisse wurden schmale archäologische Sondagen angelegt, um das ehemalige Kloster gezielt zu erforschen. Bei den Ausgrabungen wurden die Fundamente des abgegangenen östlichen Konventgebäudes freigelegt. Von der romanischen Klosterkirche konnte nur noch der mit Schutt verfüllte Ausbruchgraben dokumentiert werden. An seinem Verlauf lässt sich der Grundriss des Kirchenbaus teilweise rekonstruieren. Darüber hinaus lieferte der Schutt Details, die auf Bau und Ausstattung der Kirche schließen lassen. Der Chorbereich der Klosterkirche konnte erfasst werden, wobei die Grabungen eine zunächst angenommene Chorerweiterung durch die Grabung widerlegten. 2010 wurden Reste von Bestattungen im ehemaligen Kreuzgang des Klosters freigelegt und geborgen. Anthropologische Untersuchungen finden derzeit (2012) an der LMU München statt. 2011 konnte das Fundament eines spätmittelalterlichen Gebäudes westlich der Klausur ausgegraben werden.
Über die Ergebnisse der archäologischen Kampagnen der Jahre 2009 bis 2011 informiert seit April 2012 eine kleine Ausstellung in der Fachwerkkirche des Klostergeländes.

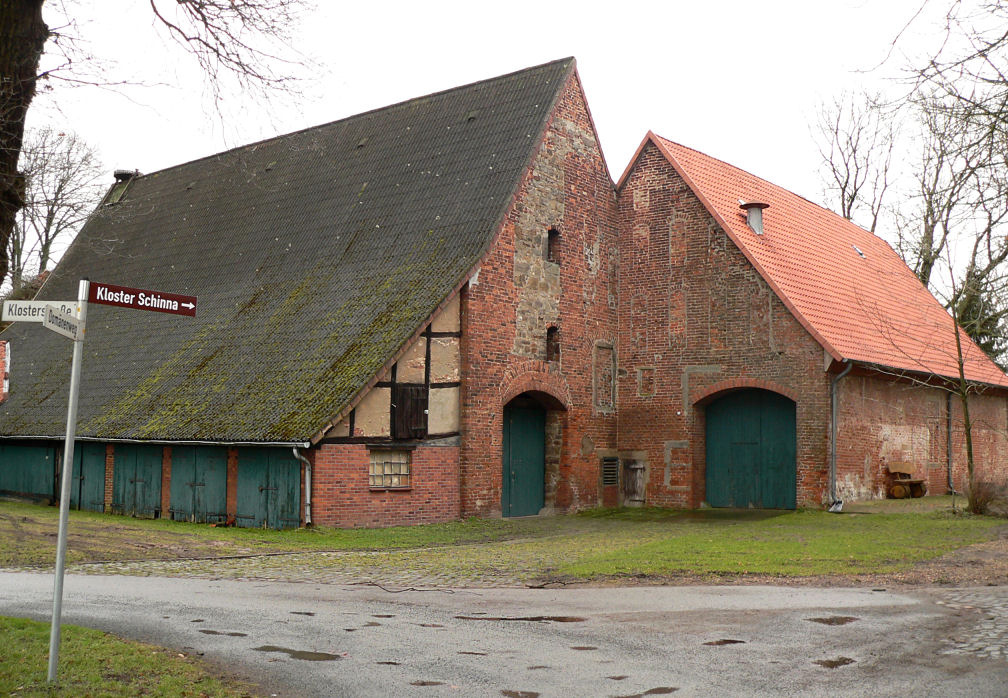
Straßenansicht der Klosteranlage
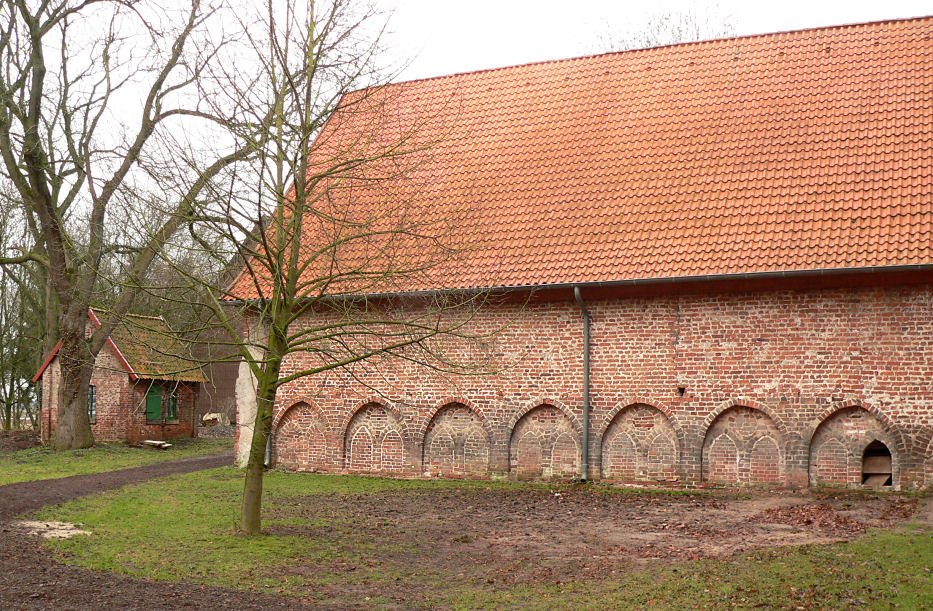
Zugemauerter Kreuzgang, links ehemalige Schmiede
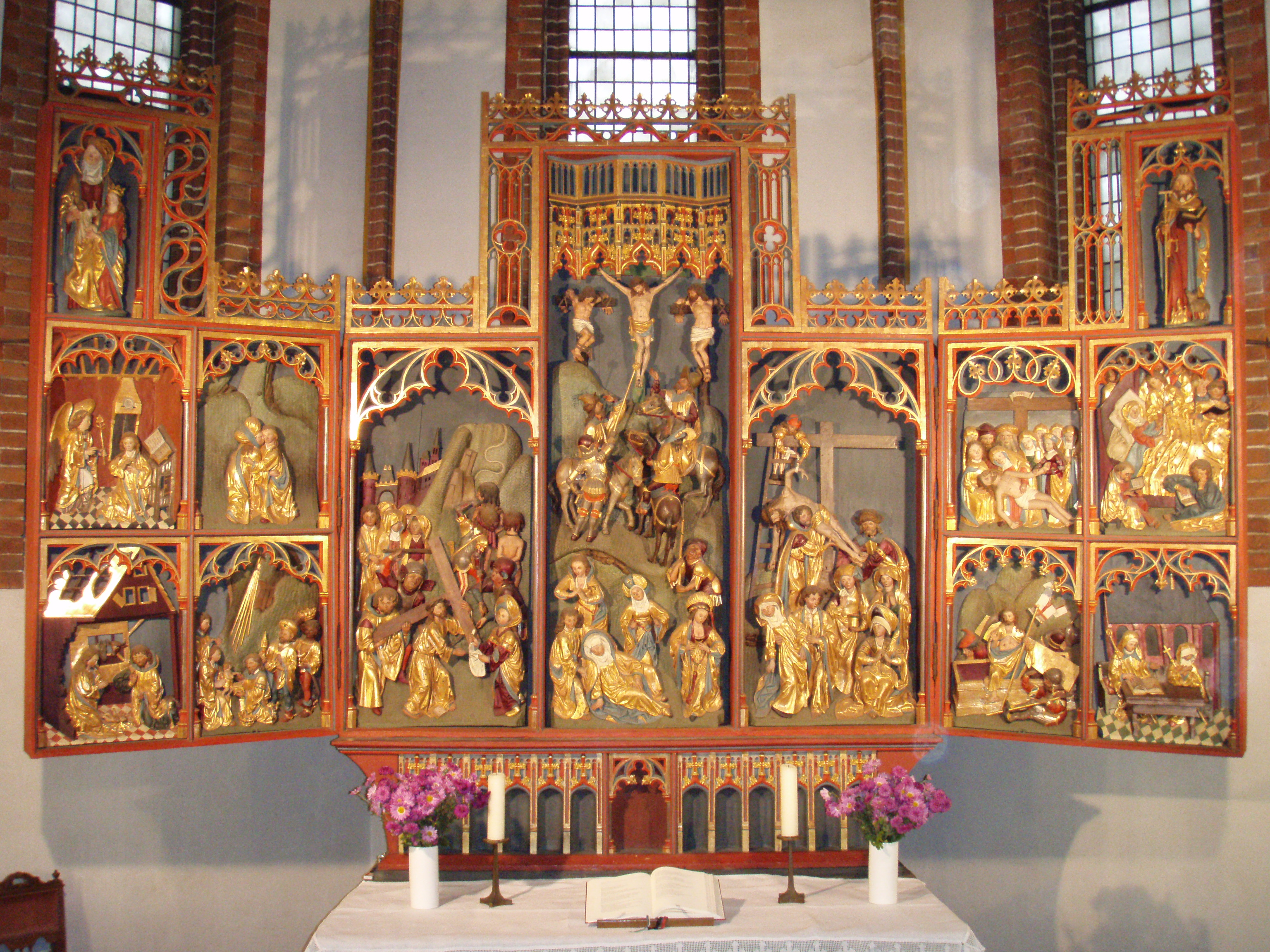
Der handgeschnitzte Altar aus der ersten Klosterkirche steht nun in der St-Vitus Kirche in Schinna
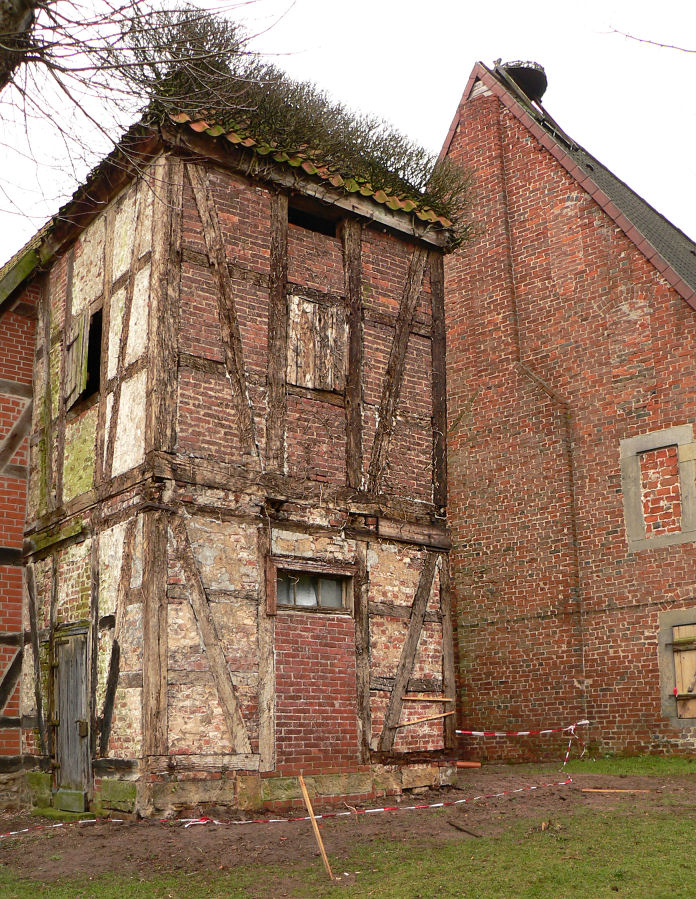
Der stark verfallene Kirchturm der ehemaligen Fachwerkkirche, 2011
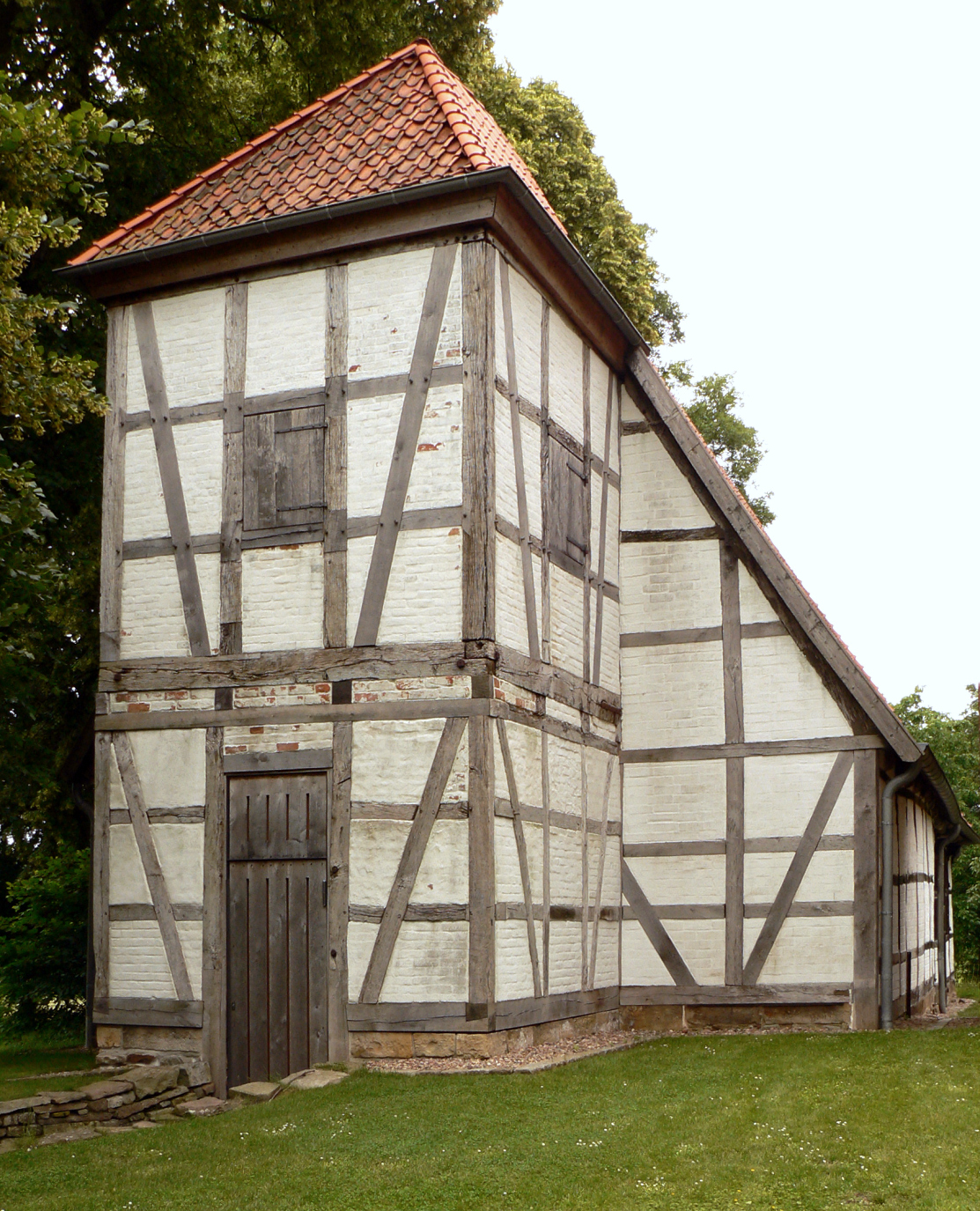
Der Kirchturm nach der Renovierung, 2016
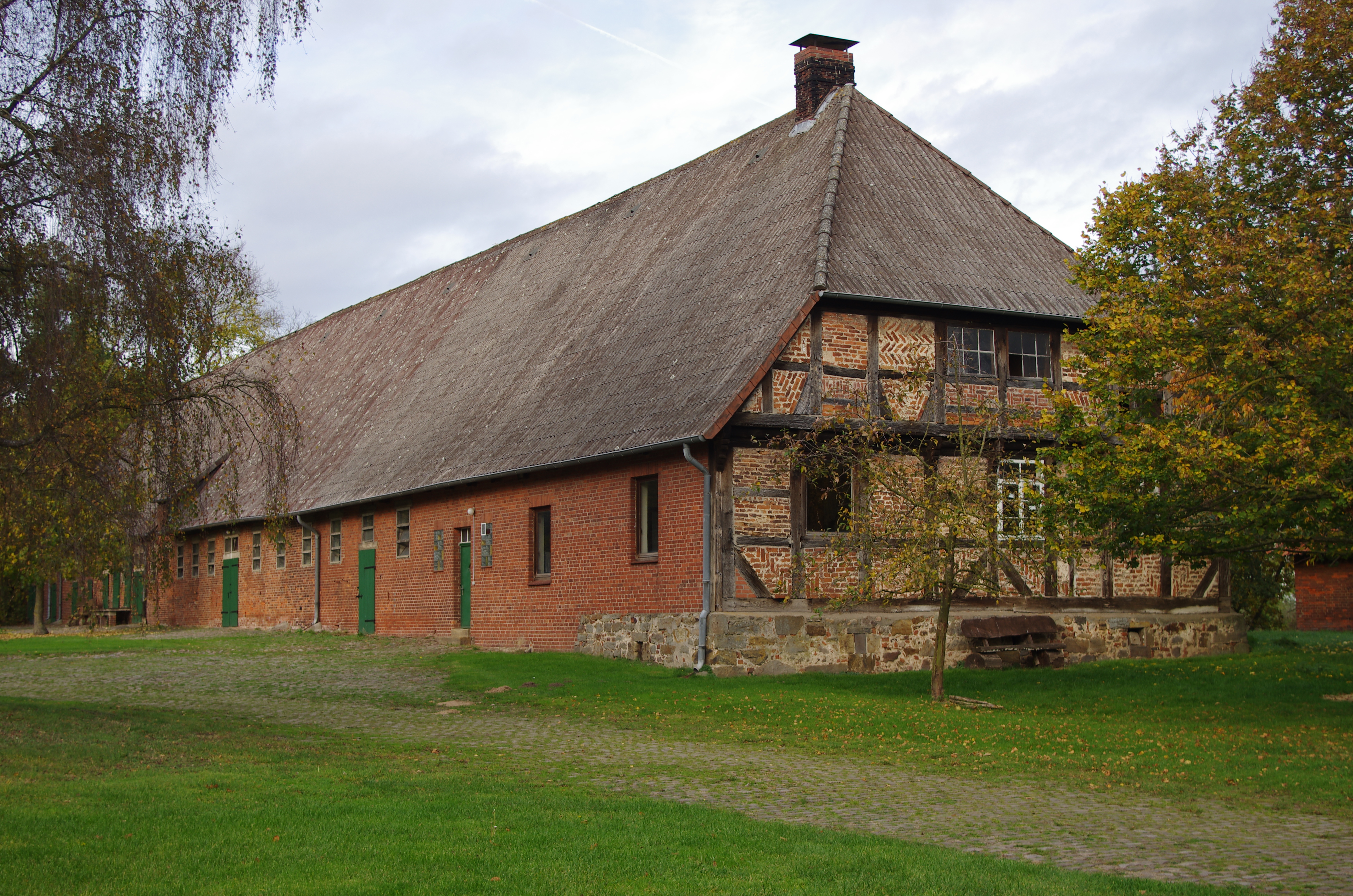
Wohn/- Wirtschaftsgebäude